# In the Precious Age
Albums de Mari Hamada
Promise in the History
(5 sept. 1986) Love Never Turns Against
(21 juin 1988)
Compilations par Mari Hamada
Now & Then
(21 nov. 1986) Anthology 1987
(21 déc. 1987)
Singles
1. 999 ~One More Reason~
Sortie : 21 août 1987

In the Precious Age (IN THE PRECIOUS AGE) est le sixième album de Mari Hamada.

## Présentation
L'album sort le 1er septembre 1987 au Japon sur le label Invitation de Victor Entertainment, un an après le précédent album original de la chanteuse, Promise in the History (entre-temps est sortie sa troisième compilation, Now & Then). Il atteint la 29e place du classement des ventes de l'Oricon, et reste classé pendant quatre semaines. Comme ses autres albums, il est ré-édité le 24 mars 1994 à l'occasion de ses dix ans de carrière (présentation officielle fautive), puis le 22 octobre 2008 pour ses 25 ans de carrière, et le 15 janvier 2014 pour les 30 ans.
C'est le premier album de Mari Hamada à être enregistré aux États-Unis, par le producteur Mike Clink, avec des musiciens américains dont Jeff Porcaro, Mike Porcaro, Michael Landau, et Bobby Caldwell. Il contient onze chansons de genre hard FM, dont cinq d'auteurs-compositeurs américains adaptées en japonais par la chanteuse (les autres sont écrites par elle avec ses compositeurs japonais habituels). Deux d'entre elles étaient déjà parues sur son cinquième single 999 ~One More Reason~ (avec la chanson Fire and Ice en face B), sorti une semaine plus tôt le 21 août. Les deux chansons de son 4e single Magic -Adventurous Heart- (avec Right to Go en face B), sorti en juin précédent, ne figurent pas sur l'album (elles figureront par contre sur sa 4e compilation Anthology 1987 qui sort en décembre suivant). Une version enregistrée en concert du titre Self-Love figurera en "face B" de son single suivant, Forever.

## Liste des titres
Toutes les paroles sont écrites par Mari Hamada (celles des titres n°1, 3, 5, 6, 11 l'étaient à l'origine en anglais par leurs compositeurs).
| CD    | CD                    | CD                                                   | CD    | CD | CD | CD | CD | CD | CD |
| No    | Titre                 | Musique                                              | Durée |    |    |    |    |    |    |
| ----- | --------------------- | ---------------------------------------------------- | ----- | -- | -- | -- | -- | -- | -- |
| 1.    | Voice of Minds        | T.J.Seals, Christpher Bogan                          | 4:21  |    |    |    |    |    |    |
| 2.    | Fire and Ice          | Hiroyuki Ohtsuki                                     | 3:57  |    |    |    |    |    |    |
| 3.    | 999 ~One More Reason~ | Pat DeRemer, Damon Danielson                         | 3:25  |    |    |    |    |    |    |
| 4.    | Lovelace              | Hiroyuki Ohtsuki                                     | 3:04  |    |    |    |    |    |    |
| 5.    | In the Precious Age   | Pat DeRemer, Robin Lerner, Tom Harriman              | 3:28  |    |    |    |    |    |    |
| 6.    | Front Page            | Joe Zanowa, Rene Varo, Frank Barbaoace, Terry Curtin | 4:27  |    |    |    |    |    |    |
| 7.    | My Trial              | Hiroyuki Ohtsuki                                     | 4:30  |    |    |    |    |    |    |
| 8.    | Self-Love             | Takanobu Masuda                                      | 4:37  |    |    |    |    |    |    |
| 9.    | Saturation            | Keiji Katayama                                       | 3:34  |    |    |    |    |    |    |
| 10.   | Fall in Love          | Keiji Katayama                                       | 3:21  |    |    |    |    |    |    |
| 11.   | Ain't No Angel        | Rick Niegher, Roy Freeland                           | 3:44  |    |    |    |    |    |    |
| 42:33 |                       |                                                      |       |    |    |    |    |    |    |

## Musiciens
- Guitares : Michael Landau, Tim Pierce, Dan Huff, Steve Lukather
- Basse : Mike Porcaro, John Pierce
- Batterie : Jeff Porcaro, John Keane, Mark Droubay, Myron Grombacker
- Claviers : Bill Cuomo, John Van Tongeren
- Chœurs : Bobby Caldwell, John Keane